# Johannes Frischauf

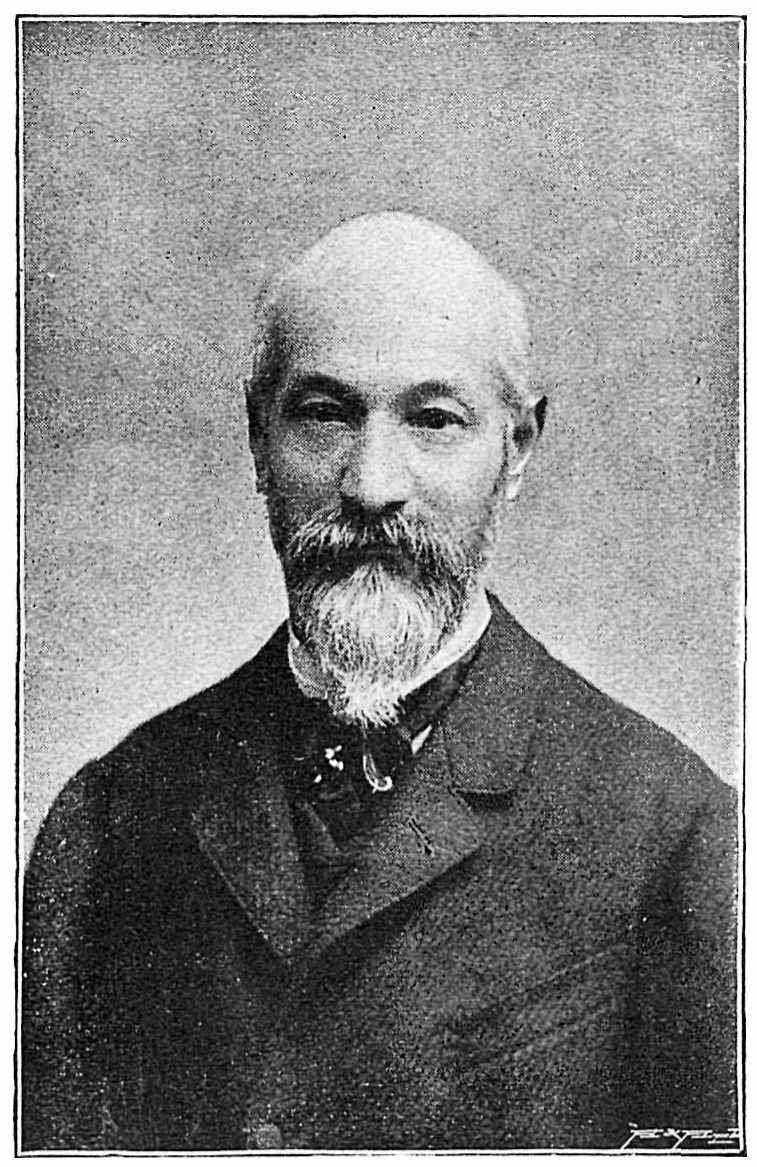
Johannes Frischauf (gedruckt 1907)

Johannes Frischauf (* 17. September 1837 in Wien; † 7. Januar 1924 in  Graz) war ein österreichischer Mathematiker, Physiker, Astronom, Geodät und Alpinist.

## Leben und Wirken
Johannes Frischauf legte seine Matura am Akademischen Gymnasium in Wien ab und studierte ab 1857 an der Universität Wien Mathematik, Physik und Astronomie sowie an der Technischen Hochschule Geodäsie, Chemie und Mechanik. 1861 wurde er zum Doktor promoviert, Privatdozent für Mathematik an der Universität Wien und Assistent an der Universitätssternwarte. 1863 habilitierte er sich in Mathematik. Ab 1866 wirkte er als Professor an der Universität Graz für reine und angewandte Mathematik, wo er mit Ludwig Boltzmann zusammenarbeitete.
1871 publizierte er das Lehrbuch Grundriss der theoretischen Astronomie, unterstützt von Johann Gerst, und Schulbücher über Arithmetik und Geometrie. Im Bereich der Geodäsie entwickelte Frischauf im Anschluss an Gauß eine neue Kartenentwurfslehre mit einem allgemeinen Abbildungsgesetz von Flächen, wonach entsprechende Figuren im Kleinen zueinander affin sind. Im Jahr 1885 wurde er zum Mitglied der deutschen Akademie Leopoldina gewählt.

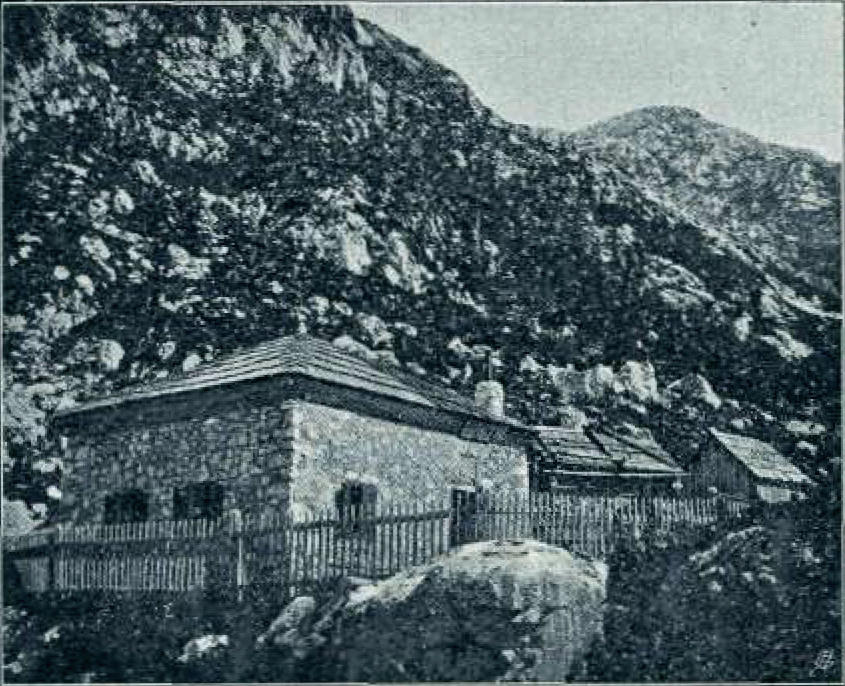
Frischauf-Hütte (Alois Beer, 1903)

Ab 1868 war Johannes Frischauf als Pionier zur touristischen Erschließung in den Sannthaler und Steiner Alpen unterwegs, wo er Wege und Hütten erschließen ließ. Die Straßen über den Paulitschsattel und die Verbindung Sulzbach-Leutsch gehen auf seinen Einsatz zurück. Zusammen mit Franz von Juraschek und Mathias Spreiz war er Erstbesteiger des Admonter Reichensteins im Gesäuse. Er publizierte auch Gebirgsführer durch die Steiermark sowie Kärnten und Krain.
Frischauf vertrat in einer Zeit heftiger nationaler Konflikte die Ansicht, dass sich der Alpinismus weder dem Nationalismus noch einer Religion oder politischen Haltung unterordnen darf. Er war an der Gründung des Hrvatski Planinarski Savez (deutsch Kroatischen Bergsteiger Gesellschaft) beteiligt. Bis heute ist eine Schutzhütte in den Sannthaler Alpen nach ihm benannt.
Frischaufs Urne wurde auf der Scheichenspitze beigesetzt. Sein Nachlass befindet sich an der Universität Graz.

## Würdigung

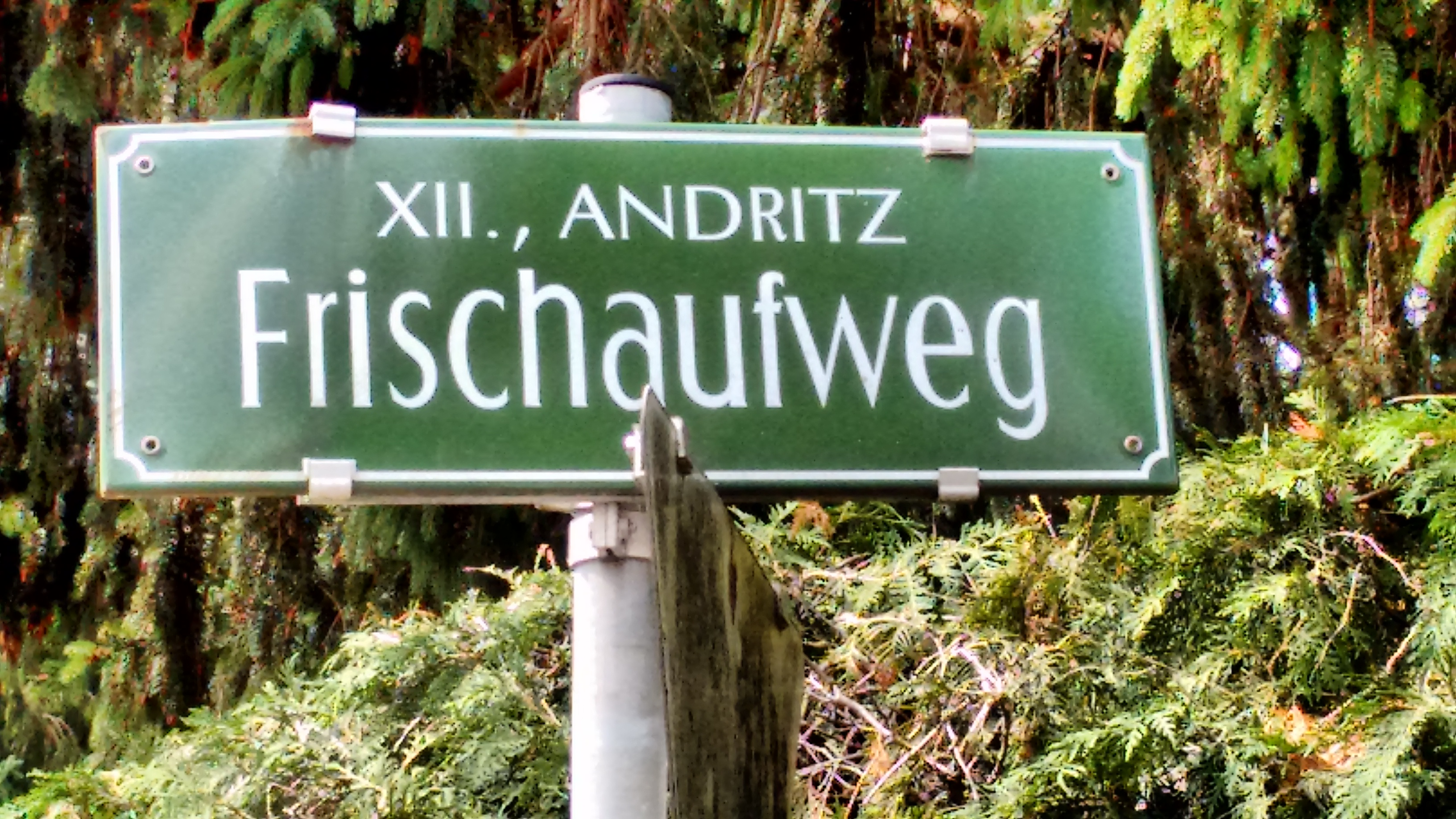
Graz: Straßenschild Frischaufweg

1973 benannte die Stadt Graz zu seinen Ehren im Bezirk Andritz eine Gasse nach ihm (Frischaufweg).

## Werke
(Auswahl)
- Über die Bahn der Asia. In: Sitz. Berichte Kais. Akad. Wiss. Wien, Math.-nat. Cl., Band 45, 1862, S. 435–442.
- Bahnbestimmung des Planeten 67 Asia. In: Sitz. Berichte Kais. Akad. Wiss. Wien, Math.-nat. Cl., Band 53, 1866, S. 96–141.
- Einleitung in die analytische Geometrie. Leuschner & Lubensky, Graz 1871.
- Grundriss der theoretischen Astronomie. Graz 1871; books.google.at
- Zum Rechnen mit unvollständigen Zahlen. In: Zeitschrift math. naturw. Unterr., Band 26, 1895, S. 161–172.
- Beiträge zur Landesaufnahme und Kartographie des Erdsphäroids. B. G. Teubner, Leipzig 1919.
- Hochthor bei Johnsbach. In: Jahrbuch Steir. Gebirgsverein. 1873, S. 41.
- Reichenstein bei Admont. In: Jahrbuch Steir. Gebirgsverein. 1873, S. 54.
- Die Sannthaler Alpen. Brockhausen und Bräuser, Wien 1877.
- Ein Ausflug auf den Monte Baldo. Wien 1883, Wiener Touristen-Führer, Band 11.
- Das Uskoken-Gebirge. In: Zeitschrift DÖAV (1890), S. 474–484; dav-bibliothek.de (PDF; 59 MB)
- Krakau bei Murau. Steirische Sommerfrischen, Band 1, Leuschner & Lubensky, Graz 1896, hrsg. vom Steirischen Gebirgsvereine.